# Lobelia parvidentata
Lobelia parvidentata là loài thực vật có hoa trong họ Hoa chuông. Loài này được L.O.Williams mô tả khoa học đầu tiên năm 1953.